# Мертвоїд чотирикрапковий
Мертвоїд чотирикрапковий (Dendroxena quadrimaculata) — вид жуків родини мертвоїдів (Silphidae).

## Поширення
Палеарктичний вид. Поширений в Європі на схід до Сибіру та у Північній Африці. Мешкає в дубових лісах на низьких висотах, відсутній на переважних і в чистих хвойних лісах.

## Опис
Жуки завдовжки 12—14 мм і мають плоске овальне тіло. Тіло жовто-коричневого кольору. На надкрилах позаду переднеспинки і ближче до середини є по чорній плямі. Щиток також чорний. Переднеспинка з боків і до надкрил забарвлена в жовто-коричневий колір, посередині до переднього краю розташована велика чорна пляма. Голова, вусики і ноги чорні, булави вусиків і лапки трохи світліші. Рідкісна форма sexmaculata має додаткову чорну пляму на кінці кожного надкрила.

## Спосіб життя
Імаго трапляються з квітня по червень. Дорослі особини полюють на гусениць, личинок рослиноїдних ос і попелиць. Самиці відкладають яйця в землю. Личинки, які вилуплюються, чорні і мають довжину до 20 міліметрів. Вони також хижацьки харчуються личинками комах, що живуть у ґрунті, а також падаллю. Заляльковування відбувається в тому ж році, нове покоління жуків перезимовує в землі і з'являється наступного квітня.